# إفياني ماثيو
إفياني ماثيو (بالإنجليزية: Ifeanyi Mathew)‏ لاعب كرة قدم نيجيري في مركز خط الوسط ، ويلعب حاليًا لنادي ليلستروم.

## روابط خارجية
- إفياني ماثيو على موقع اتحاد النرويج (النرويجية)
- إفياني ماثيو على موقع اتحاد تركيا (لاعب) (الإنجليزية)
- إفياني ماثيو على موقع قاعدة بيانات كرة القدم.إي يو (الإنجليزية)
- إفياني ماثيو على موقع ناشيونال فوتبول تيمز (الإنجليزية)
- إفياني ماثيو على موقع Soccerway.com (الإنجليزية)
- إفياني ماثيو على موقع عالم كرة القدم.نت (الإنجليزية)